# Сибилла де Боже
Сибилла де Боже (итал. Sibilla de Baugé, фр. Sibylle de Baugé; 1255, Бурк-ан-Брес, Франция — 27 мая 1294 года, Откомб, Пьемонт) — дочь Ги II де Боже, сеньора Боже и Бресса; графиня, супруга графа Амадея V из Савойского дома.

## Биография
Сибилла де Боже была единственной дочерью Ги II де Боже и Дофины де-Сен-Бонне. 5 июля 1272 года в Лионе состоялась её свадьба с Амадеем V Савойским. После смерти Ги де Боже Сибилла унаследовала его владения, что привело к их присоединению к землям Савойского дома.
Умерла Сибилла де Боже 27 мая 1294 года в Откомбском аббатстве, завещав аббатству большую сумму денег.

## Семья
Муж: Амадей V Савойский. У них было восемь детей:
- Бонна Савойская (ок. 1275—1294/1300), жена (1280) Жана I де Вьеннуа, затем (1282) — Гуго Бургундского, сеньора де Монбозон
- Элеонора Савойская (ок. 1279—1324), мужья — Гильом I де Шалон, графа Осера (1292), Дрё IV де Мелло (1305), Жан I граф Форе (1311);
- Жан († 1284);
- Беатриса (1272—1291/94), была замужем за Джакомо ди Кандия, сеньором де Бресс;
- Эдуард (1284—1329), граф Савойи и Аосты, наследовал отцу
- Маргарита Савойская (1280—1339), с 1296 замужем за маркизом Монферрата Жаном I;
- Агнесса (1286—1322), с 1297 жена Вильгельма III Женевского;
- Аймон Миролюбивый (1291—1343), граф Савойи, наследовал старшему брату.